# ميونيخ ري

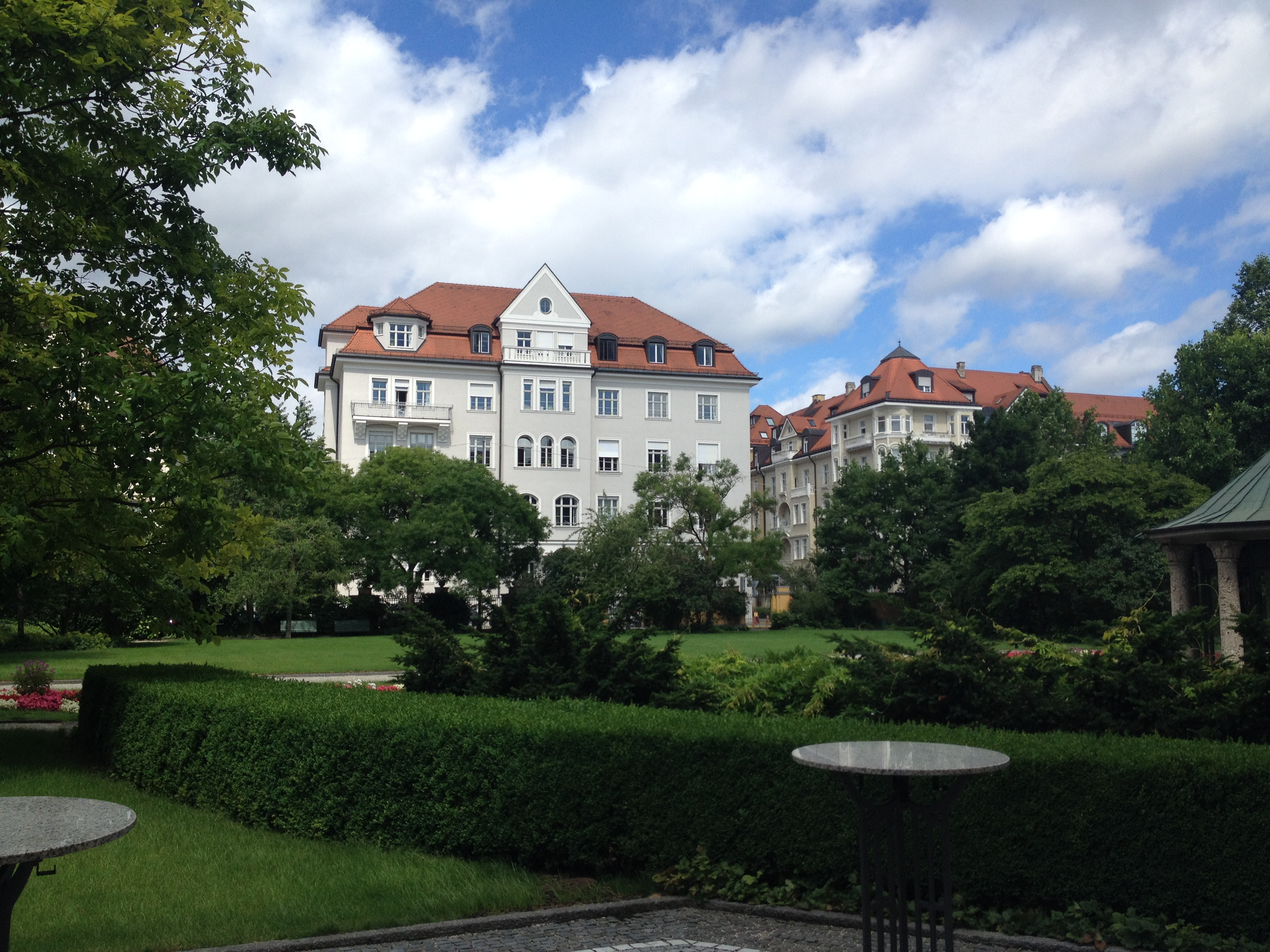
فناء ميونيخ ري

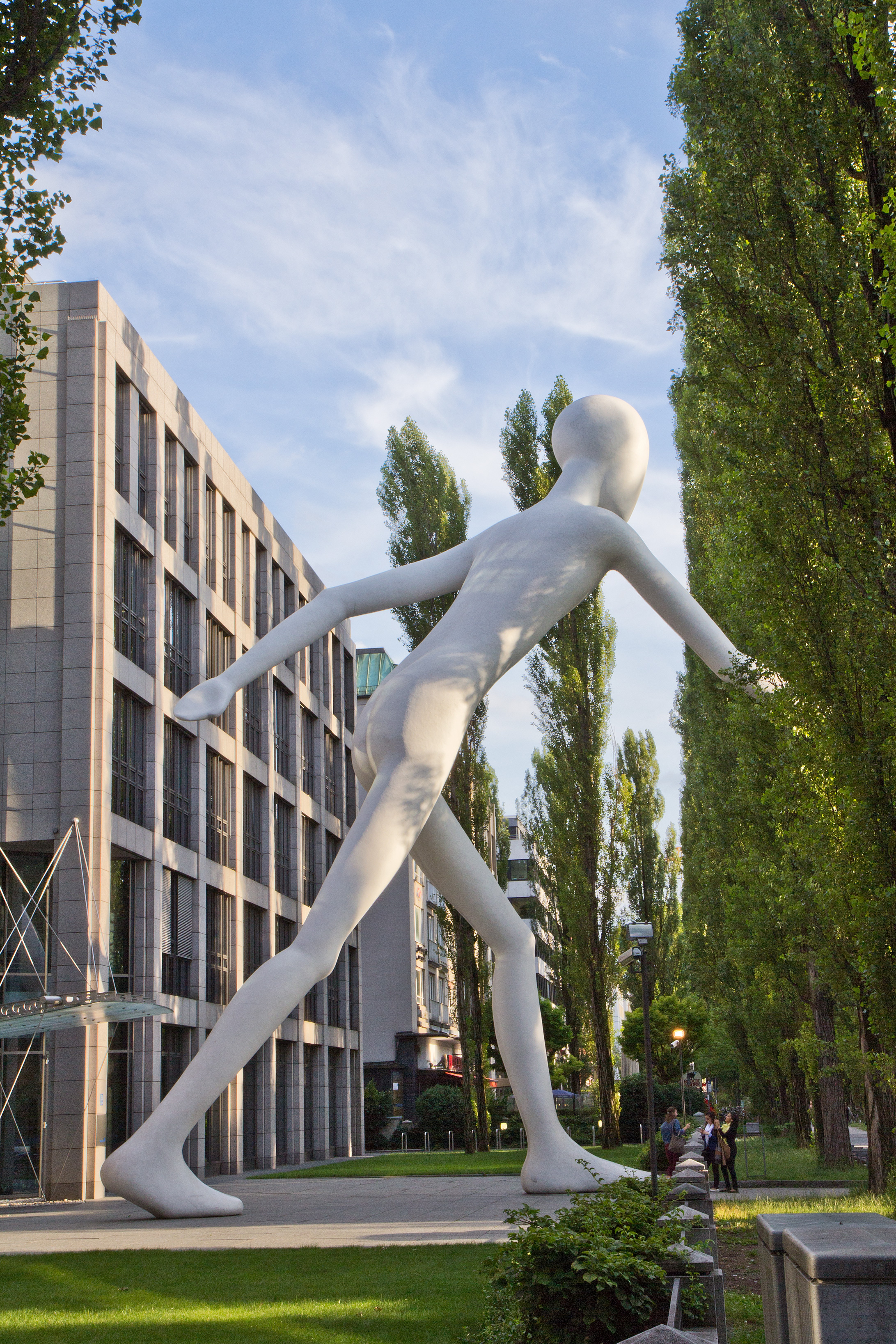
المشي رجل من قبل جوناثان بوروفسكي أمام المحل التجاري في ميونيخ ليوبولد ستراسي

مجموعة ميونيخ ري أو شركة ميونيخ لإعادة التأمين (بالألمانية: Münchener Rück; Münchener Rückversicherungs-Gesellschaft)‏ هي شركة إعادة تأمين مقرها في ميونيخ ، ألمانيا . انها واحدة من شركات إعادة التأمين الرائدة في العالم.  تعتبر ERGO ، شركة تابعة لشركة ميونيخ ري ، ذراع التأمين الرئيسي للمجموعة. يتم إدراج أسهم ميونيخ ري في جميع البورصات الألمانية وعلى نظام التداول الإلكتروني اكسترا . يتم تضمين ميونيخ ري في مؤشر داكس في بورصة فرانكفورت ، و يورو ستوكس 50 ، وغيرها من المؤشرات.

## ملكية
يذكر أن التعويم الحر يبلغ 100٪ تقريبًا، مع حوالي 236,000 مساهم (يونيو 2019). 
ملف تعريف المساهم: 
- المستثمرون المؤسسيون (80.0 ٪)
- مستثمرون من القطاع الخاص (20.0 ٪)

يوجد معظم المساهمين في ألمانيا (حوالي 39.4 ٪) ، تليها أمريكا الشمالية (24.9 ٪) ، ودول أوروبية أخرى (28.8 ٪) ، المملكة المتحدة (13.4 ٪) ، ودول أخرى (0.5 ٪). 

### الشركات التابعة
- إعادة التأمين في ميونيخ الأمريكية
- المجموعة الأمريكية الحديثة للتأمين
- شركة هارتفورد لفحص المراجل البخارية والتأمين
- شركة ميونخ لإعادة التأمين (ذ.م.م)

## مؤسسة ميونيخ ري
مؤسسة Munich Re هي مؤسسة خيرية، أسسها Munich Re؛ بدأت المؤسسة عملها في 7 أبريل 2005.
المؤسسة مجهزة برأسمال قدره 50 مليون يورو وتعمل بشكل أساسي في البلدان الصناعية والنامية حديثًا. الموضوعات الرئيسية للمؤسسة هي:
- التغيرات البيئية والمناخية
- التأمين الأصغر والحد من الفقر
- المياه كمورد وعامل خطر
- الوقاية من الكوارث .

الشاغل الرئيسي للمؤسسة هو تطوير حلول للأشخاص المعرضين للخطر. لذلك ينبغي ترجمة معرفة خبراء ميونيخ ري إلى أفعال. وبالتالي، فإن شعار العمل للمؤسسة هو «مؤسسة ميونيخ ري - من المعرفة إلى العمل». تركز الأنشطة الرئيسية للمؤسسة على أربعة مجالات: تراكم المعرفة وتنفيذها والتوضيح والتوعية وإقامة الشبكات بين الخبراء وكذلك المساعدة المباشرة ودعم المشروعات المحلية.

تعمل المؤسسة مع الشركاء المحليين والوطنيين والدوليين. غالبية المشاريع تتلاءم مع إطار عالمي. نظرًا لأن التكيف مع المناخ والتغير البيئي أكثر صعوبة بالنسبة للبلدان الفقيرة، فإن تركيز المؤسسة ينصب في المقام الأول على الناس في العالم النامي. 

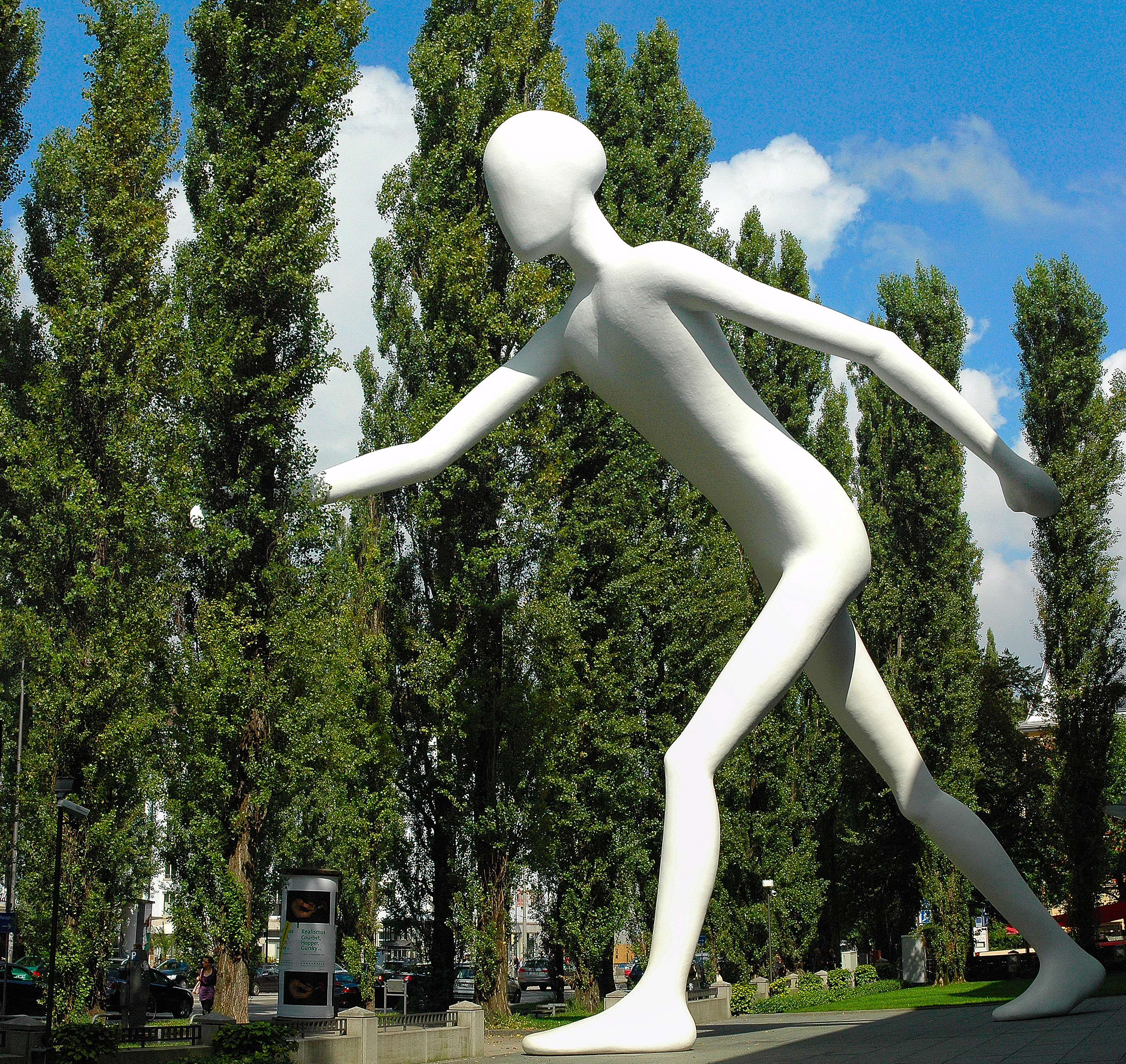
جوناثان بوروفسكي: رجل يمشي (1995)
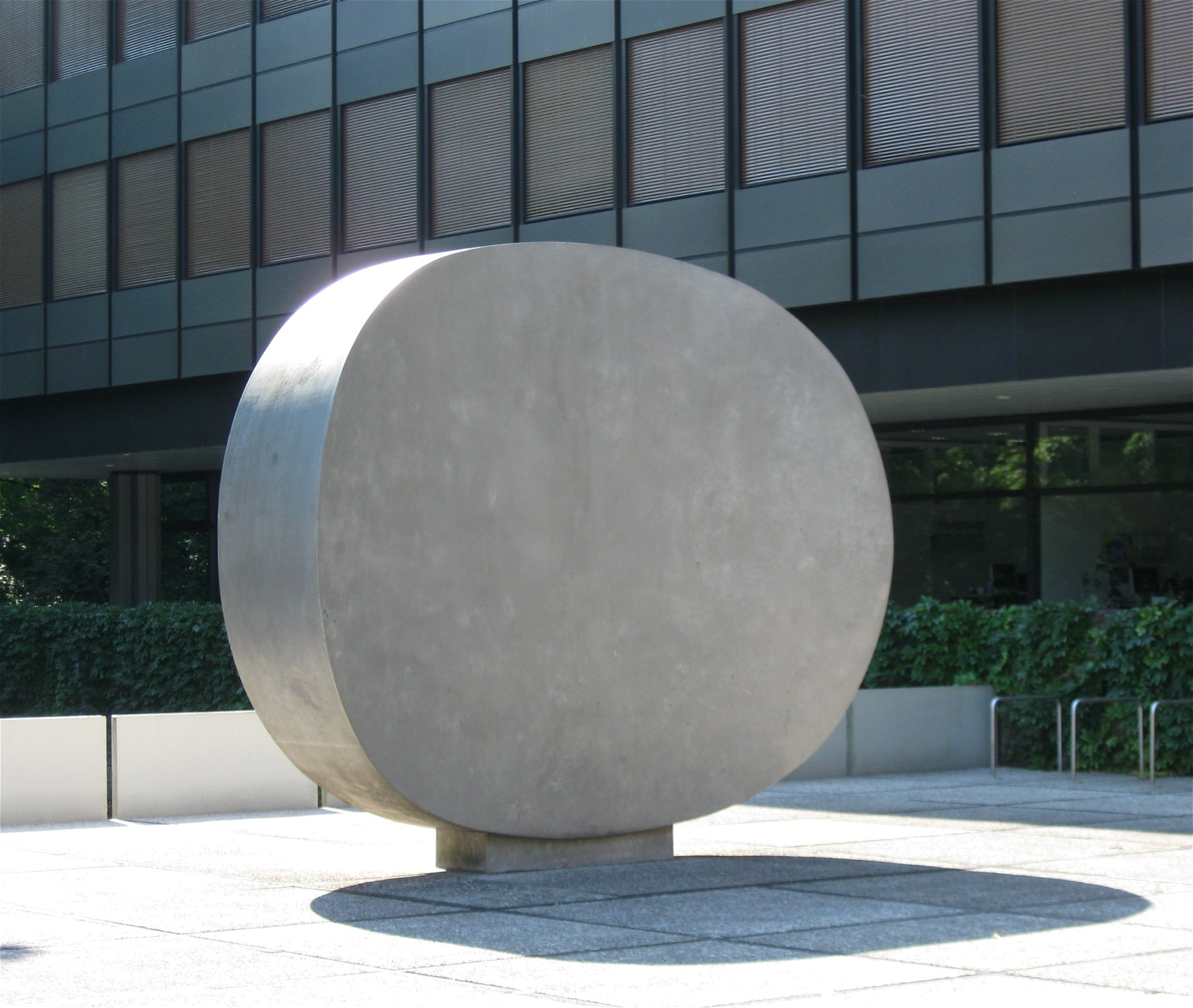
روبريخت جيجر: جولة مقعرة (1973)
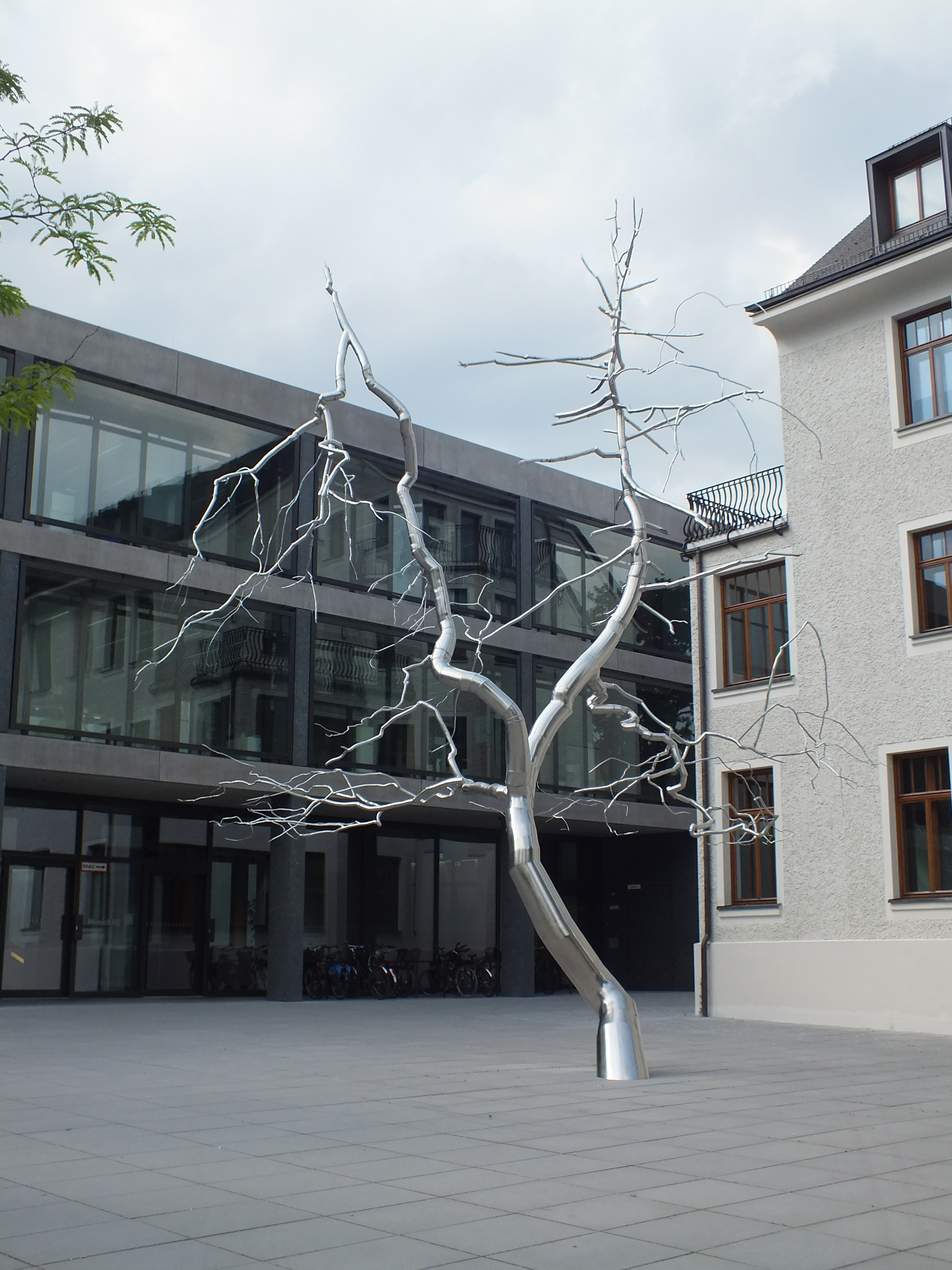
روكسي باين: التناقض (2011)

## روابط خارجية
- الموقع الرسمي
- موضوعات عبر الإنترنت - مجلة إعادة لشركات التأمين
- ياهو! - نبذة عن الشركة